# K2 - Sogno e destino
K2 - Sogno e destino (K2 - Traum und Schicksal) è un film documentario del 1989 di Kurt Diemberger sulla spedizione al K2 del 1986 da parte dello stesso Diemberger e di Julie Tullis, Alfred Imitzer, Hannes Wieser, Willi Bauer e Dobrosława Miodowicz-Wolf.

## Riconoscimenti
Il film ha vinto il premio Genziana d'oro al festival di Trento del 1989.